# Ardillière
Die Ardillière ist ein Bach im westlichen Zentrum von Frankreich, der überwiegend im Département Indre-et-Loire der Region Centre-Val de Loire nordwestlich der Stadt Tours verläuft, jedoch auf einem Teilabschnitt auch die Grenze zum Département Sarthe der Region Pays de la Loire bildet.

## Geografie

### Verlauf
Die Ardillière entspringt einem kleinen Stausee im nordöstlichen Gemeindegebiet von Souvigné, entwässert generell Richtung Nordwest und mündet nach rund zwölf Kilometern im Gemeindegebiet von Villiers-au-Bouin als rechter  Nebenfluss in die Fare.

### Orte am Fluss
(Reihenfolge in Fließrichtung)
- La Basse Riderie, Gemeinde Souvigné
- Bel-Air, Gemeinde Brèches
- Montigny, Gemeinde Couesmes
- La Cour, Gemeinde Brèches
- Forgeais, Gemeinde Chenu
- La Pilatrière, Gemeinde Couesmes
- Villiers-au-Bouin